# Kajfa
Kajfa, punim imenom Josif Kajafa, židovski veliki svećenik i suvremenik Isusa Krista. Nakon uhićenja Židovi su ga doveli k njemu na saslušanje.

## Životopis
O Kajfinom se djetinjstvu malo zna. Prema rimskom povjesničaru Josipu Flaviju, za velikog svećenika postavio ga je Valerio Grato 18. godine, a smijenio Vitelio 36. Bio je oženjen kćeri Ane, velikog svećenika od 6. do 15. godine. I u sljedećem razdoblju Ana je ostao stvarni nositelj autoriteta, kojeg je vršio preko svojih pet sinova i Kajfe, velikog svećenika u doba kada je Isus bio osuđen na raspeće na križu.
Činjenica da je tako dugo bio veliki svećenik pokazuje da je održavao dobre odnose s rimskom upravom i Poncijem Pilatom. U spisima Josipa Flavija spominju se razne prigode kada je Pilat vrijeđao vjerski i narodni identitet Židova. Mnogi Židovi su prosvjedovali protiv toga, ali ne i Kajfa, što dokazuje njihove dobre odnose. Taj se stav vidi i u evanđeljima kada se govori o Isusovu suđenju i smrti. Evanđelja govore da su se svećenički glavari složili da će predati Isusa Pilatu.
Nakon Isusova uhićenja, Židovi su ga prvo odveli Ani, a tek sljedećeg jutra Kajfi. To je bilo zbog Anine važnosti. Te je godine Kajfa bio veliki svećenik, ali je bio i Anin poslušnik. Ivan Evanđelist suprotstavlja dva stvarna velika svećenika: onog čija je služba na zalazu, i onog vječnog, koji nikad neće umrijeti. U Djelima apostolskim spominje se Ana kao veliki svećenik, a Kajfa kao tek jedan od roda velikosvećeničkog.

## Vanjske poveznice
| Portal:Kršćanstvo | Portal: Kršćanstvo |

Opus Dei: Tko je bio Kajfa